# Eustaqui de Grenier
Eustaqui de Grenier (? - 15 de juny de 1123) va ser un important noble francès que va participar en la Primera Croada i que va arribar a ser conestable del Regne de Jerusalem.

## Ascendencía
Va néixer a Beaurain-Château, a Thérouanne al nord de França (en aquest moment pertanyia al Comtat de Flandes), i va acompanyar a Hug II de Saint Pol en la Primera Croada, en el contingent de Jofré de Bouillón.
No obstant això, segons el vescomte de Montravel, un tal Eustaqui d'Agrain (d'Agrain) va marxar a la croada acompanyant del seu cosí, Ademar, bisbe de Lo Puei de Velai, juntament amb altres homes de nobles famílies del Llenguadoc i Vivarès (enumerant uns cinquanta cavallers) a les ordres del Comte de Tolosa, incloent a Ponç de Balazuc, que va escriure al costat de Ramon d'Aguilers, capellà de Ramon IV de Tolosa, la crònica de l'expedició en la Història dels francesos que van prendre Jerusalem.

## Sidó i Cesarea
La seva presència en la croada no va ser notòria, encara que consta que va participar activament en la batalla de Ramla en 1105, i en el setge de Trípoli el 1109.
Després de la mort de Ramon IV de Tolosa, el seu fill major, Bertran de Sant Geli, en possessió del comtat de Tolosa, i Alfons Jordà, un jove infant de la comtessa Elvira de Castella, eren els únics hereus del comtat de Trípoli. Però els soldats preferiren triar a Guillem Jordà cosí d'Alfons Jordà com a hereu. Alfons va tornar a Tolosa, la qual cosa va obligar a Bertran a partir cap a Terra Santa i reclamar Trípoli. Allí s'enfronta a Guillem que compta amb el suport de Tancred de Galilea. El rei Balduí II de Jerusalem va decidir enviar a dos emissaris per resoldre pacíficament l'assumpte: Payen de Caiffa i Eustaqui de Grenier. La trobada va tenir lloc al juny de 1109, al castell de Mont Pelegrí. Bertran es va apoderar de Trípoli després d'assetjar-la.
El 19 de desembre de 1110 es va concedir a Eustaqui la ciutat de Sidó, després d'haver estat capturada per Balduí II, ajudat per Sigurd I de Noruega, i una esquadra veneciana liderada pel dux en persona, Ordelaf Faliero. Els cristians de Sidó van fer fracassar una conspiració contra Balduí II, i el 4 de desembre van lliurar la ciutat. En aquells dies Eustaqui ja era senyor de Cesarea de Palestina, que havia estat capturada el 1101, i ara també era senyor de Sidó.
Es va casar amb Emelota o Emma, la neboda del Patriarca Arnulf de Chocques, i se li va concedir Jericó i els seus ingressos, que anteriorment eren propietat de l'església. Amb ella va tenir a:
- Gerard de Grenier (1101-1171) que el va succeir a Sidó.
- Gautier I de Grenier (1102-1154) que el va succeir a Cesarea de Palestina i es va casar amb Esquiva de Tiberiades.

Emelota o Emma de Choques, en morir Eustaquí, es va casar en segones noces amb Hug II de Jaffa.
També va participar en el setge de Shaizar, que al final no va ser capturada, i el 1111 en el setge de Tir. En aquest últim, va supervisar la construcció de la maquinària de setge.
En 1120 va estar present en el Consell de Nablus, convocat per Balduí II de Jerusalem, on les lleis del regne van ser per primera vegada redactades.
Quan a l'abril de 1123 Baldí II fou capturat pels Ortúquides en una expedició al Comtat d'Edessa, Eustaquí fou triat conestable de Jerusalem i regent del regne. Com a regent, Eustaqui va vèncer en labatalla de Yibneh als egipcis fatimites que pretenien envair Ibelin el 29 de maig de 1123.
Eustaquí va morir poc després, el 15 de juny de 1123, i va ser substituït com conestable i regent per Guillem I de Bures (la filla o neboda del qual, Inés, es casarà amb Gerard, el fill major d'Eustaqui). Va ser enterrat a Jerusalem en l'Abadia de Santa Maria Llatina. Segons Fulqueri de Chartres va ser "un home combatiu, de noble caràcter" i segons Guillem de Tir "un home savi i prudent, amb gran experiència en els assumptes militars".

## Descendents
Les armes dels senyors d'Agrain (o de Grenier, o de Sidó), que figuraven a la Sala de les Croades del Palau de Versalles, com a descendents directes de Eustaqui de Grenier, van ser Azur, el cap d'or. Però aquesta identificació és molt qüestionada, ja que les armes són anacròniques i possiblement la Família Agrain les va inventar amb posterioritat.
Una altra teoria més popular, segons els treballs de René Grousset, és que els "de Grenier" són una família independent als de "Agrain", encara que tots dos procedeixin de Eustaquí. Les seves armes presentarien les figures de magranes, que són els fruits més conreats a Sidó, i la Creu, com a distintiu pel seu servei en les Croades. Un fill de Julià de Grenier, comte de Sidó, malgrat no tenir res, hauria participat en la Setena Croada al costat de Sant Lluís. En la Vuitena Croada, Sant Lluís li va concedir el dret a convertir-se en un mestre del vidre amb la finalitat de restablir la seva situació financera i el seu patrimoni. Els seus descendents es van instal·lar a l'Ariege i encara porten el nom de Grenier.
Coneguts protestants, Lluís Felip I de França va optar per no esmentar a la Sala de les Croades de Versalles, el nom i l'escut dels Agrain, descendents d'Eustaquí. També és possible que la família Agrain siguin descendents dels Grenier-Garnier del Regne de Jerusalem.
Per tant, Grenier i Agrain, són tots descendents d'aquest llinatge, l'evidència històrica recolza una sola línia per a tots: Garnier / Grenier / Agrain.